# Мощи Александра Невского

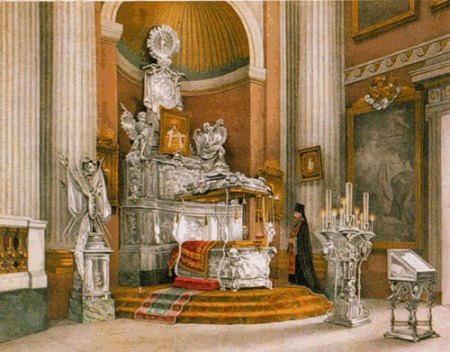
Кочетова О. А. «Вид раки с мощами Св. Александра Невского». Литография, 1890

Мо́щи Алекса́ндра Не́вского — останки тела благоверного князя Александра Невского.
В 1723 году перенесены по приказу Петра Первого из Владимира в Петербург. 

## Первый период
Перед смертью князь принял схиму под именем Алексия и умер 14 ноября 1263 года. Князь был похоронен в монастыре Рождества Богородицы во Владимире. Рака с телом князя Александра была поставлена в церкви Рождества Пресвятой Богородицы одноимённого монастыря.  
В 1380 году, благодаря сонному видению пономаря, открыты его мощи нетленными и положены в раке поверх земли. Согласно Житию Александра Невского по изложению святителя Димитрия Ростовского, инок молился Богу об избавлении Руси от полчищ предводителя татар Мамая, призывая в своей молитве на помощь князю Димитрию Донскому князя Александра Невского. Во время молитвы инок увидел видение, в котором перед гробом князя сами собою загорелись свечи, затем из алтаря вышли два благолепных старца и, приблизившись к гробнице Александра Невского, сказали: «Встань, поспеши на помощь сроднику своему, благоверному князю Димитрию Иоанновичу». Князь Александр тотчас встал и сделался невидим. Пораженный этим чудом, инок безмолвствовал, и только после того, как было узнано, что как раз в это время произошла славная Донская победа, он сообщил о своем видении Владимирскому святителю. По распоряжению владыки тогда же были освидетельствованы мощи благоверного князя, которые и были найдены нетленными. 

### Пожар 1491 года

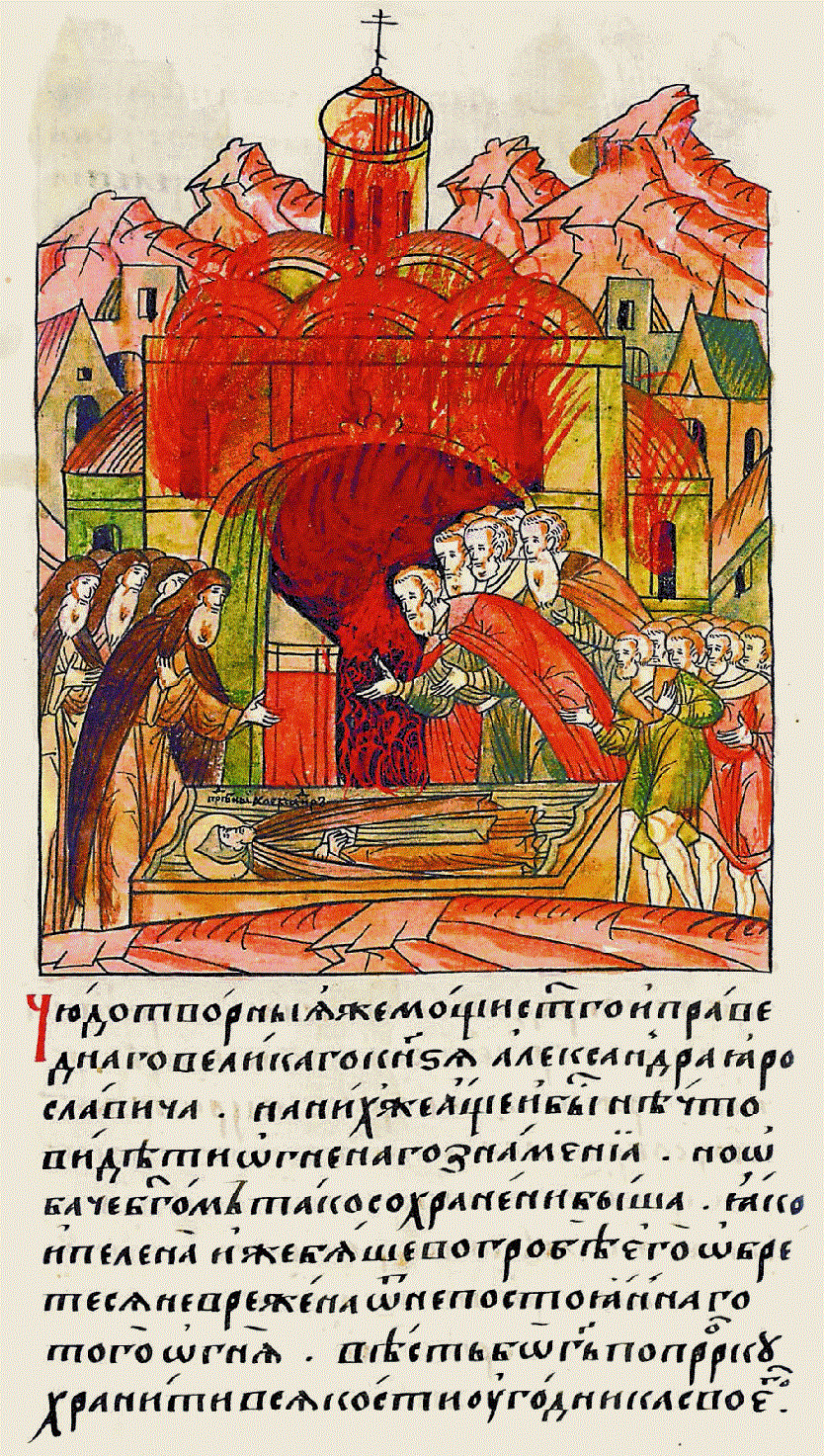
Миниатюра Лицевого летописного свода: „Чудотворные же мощи святого и праведного великого князя Александра Ярославича, которые хотя немного и пострадали от огненного знамения, но были сохранены Богом. как и пелена, что была в его гробе. осталась неповрежденной от непостоянного того огня; ибо известно, что Господь, по словам пророка, хранит кости Своего угодника.“

Согласно летописям, 23 мая 1491 года сгорел весь город Владимир вместе с посадами, монастырём и церковью, в которой находились мощи Александра Невского. Согласно летописному своду 1497 года, во время этого пожара «тело князя великого Александра Невского не въскоре (не скоро) згоре (сгорело)», согласно летописному своду 1518 года и Никоновской летописи — «тело великого князя Александра Невского згоре».  Большинство летописей утверждает, что мощи сгорели.
В более поздних летописях включен рассказ о том, что мощи чудесным образом были сохранены от пожара: «внутрь церкви все сгорело с людьми. Чудотворные же мощи святого и праведного великого князя Александра Ярославича, на которых хотя и был виден знак от огня, но однако были сохранены Богом, как и пелена, что была в его гробе, осталась неповрежденной от временного того огня». В традиционном тексте Воскресенской летописи изложен рассказ об уничтожении мощей Александра Невского. В Синодальном списке Воскресенской летописи XVI века лист, описывающий пожар 1491 года, был заменен на два листа с текстом из Степенной книги (автор Степенной книги  —  протопоп Андрей), где изложен рассказ о том, что мощи были чудесно спасены Богом. Эту замену сделал монах Владимирского Рождественского монастыря Иона (Думин). Текст из Степенной книги был интерполирован в некоторые другие летописи. Причиной добавления в текст Степенной книги рассказа о чудесном спасении мощей — сказания «О явлении на воздусе святаго великаго князя Александра Невскаго, и о пожаре» стало усиление почитания святого князя Александра Невского при Иване Грозном, а целью добавления рассказа о чудесном спасении мощей было — утвердить несгораемость нетленных останков святого заступника Русской земли.
Рассказ о чудесном спасении мощей вошёл в Жития святых Димитрия Ростовского на русском языке и в часть сочинений:
В 1491 году во Владимире произошел страшный пожар, во время которого сгорел и храм, где покоились мощи благоверного князя Александра. Во время этого пожара молящиеся увидели благоверного князя, как бы на коне поднимающимся на воздух к небу. И после пожара оказалось, что, несмотря на то, что вся внутренность храма обгорела, мощи благоверного князя остались неповрежденными огнем.

### XVII век
В 1681 году внутри церкви, где находились мощи, произошёл пожар. Сгорели все иконы внутри церкви. После этого пожара 21 мая 1681 года мощи были собраны.
В 1695 году в Москве была изготовлена первая деревянная рака для мощей в серебряном вызолоченном окладе изящной работы; а в 1697 году суздальский митрополит Иларион поместил мощи в новую раку, украшенную резьбой и покрытую драгоценным покровом.

## При Петре Великом

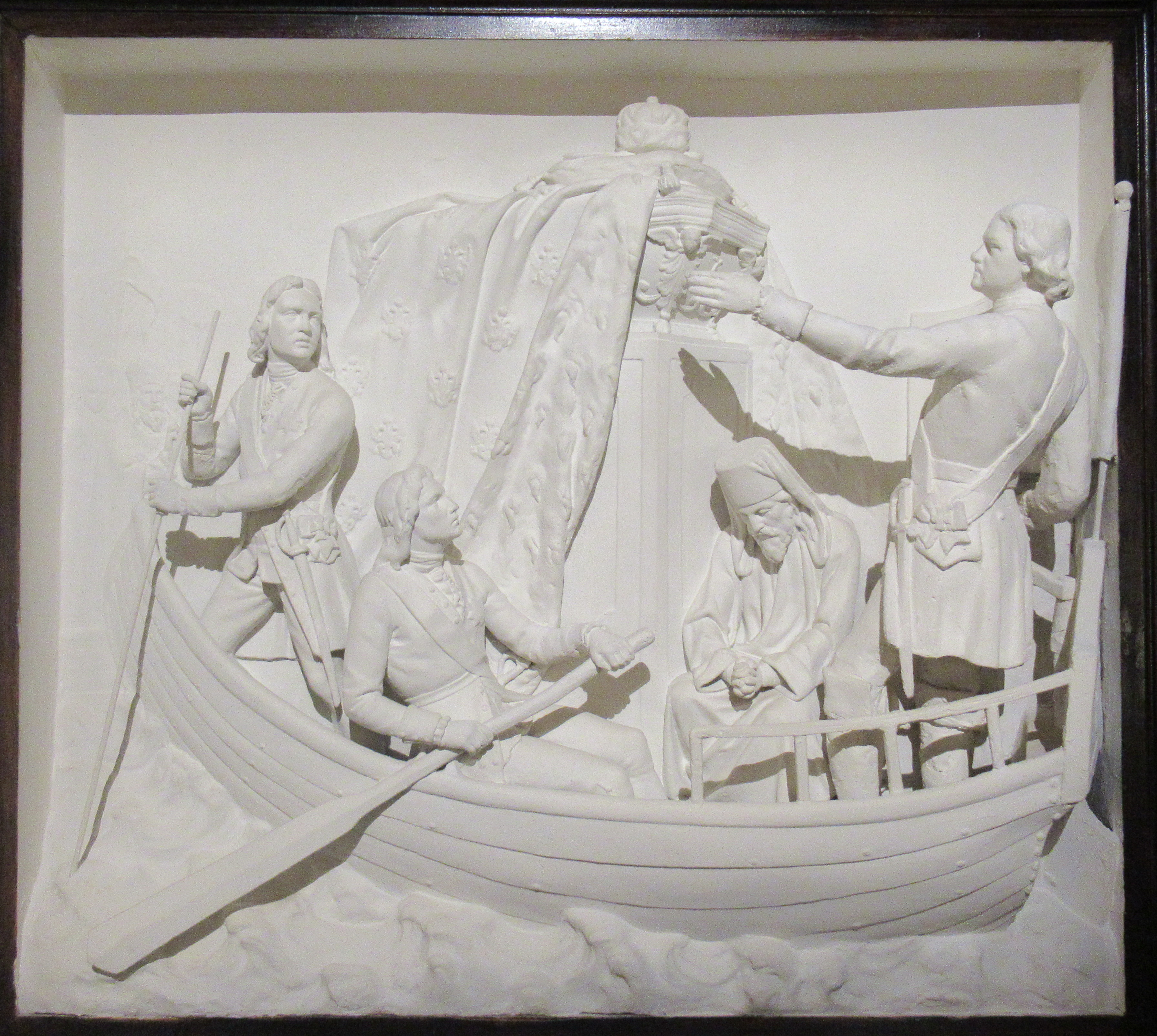
Иван Витали. "Пётр I перевозит мощи Александра Невского в Санкт-Петербург". Гипсовая модель для рельефа двери Исаакиевского собора

4 июля 1723 года, после окончания Северной войны и заключения Ништадтского мира, Пётр I приказал перенести мощи из Владимира в Санкт-Петербург, чтобы освятить новую обитель — Александро-Невский монастырь и новую столицу
Вывезенные из Владимира 11 августа 1723 года мощи были привезены в Шлиссельбург 20 сентября 1723 года.
В Шлиссельбурге мощи были установлены в специальном павильоне. Во время нахождения мощей внутри павильона случился пожар и павильон сгорел.
30 августа  1724 года нетленные мощи  были установлены в Александро-Невской церкви Александро-Невского Свято-Троицкого монастыря (ныне Александро-Невская лавра) по повелению Петра Великого.
С 1743 года (за исключением советского времени) в Санкт-Петербурге в день перенесения мощей благоверного князя 30 августа (12 сентября) совершается ежегодный общегородской Крестный ход по Невскому проспекту. На площади Александра Невского большой крестный ход встречается с малым, выходящим ему навстречу. Прерванная в 1921 году традиция крестного хода была возобновлена в 2013 году.

### Служба перенесению мощей

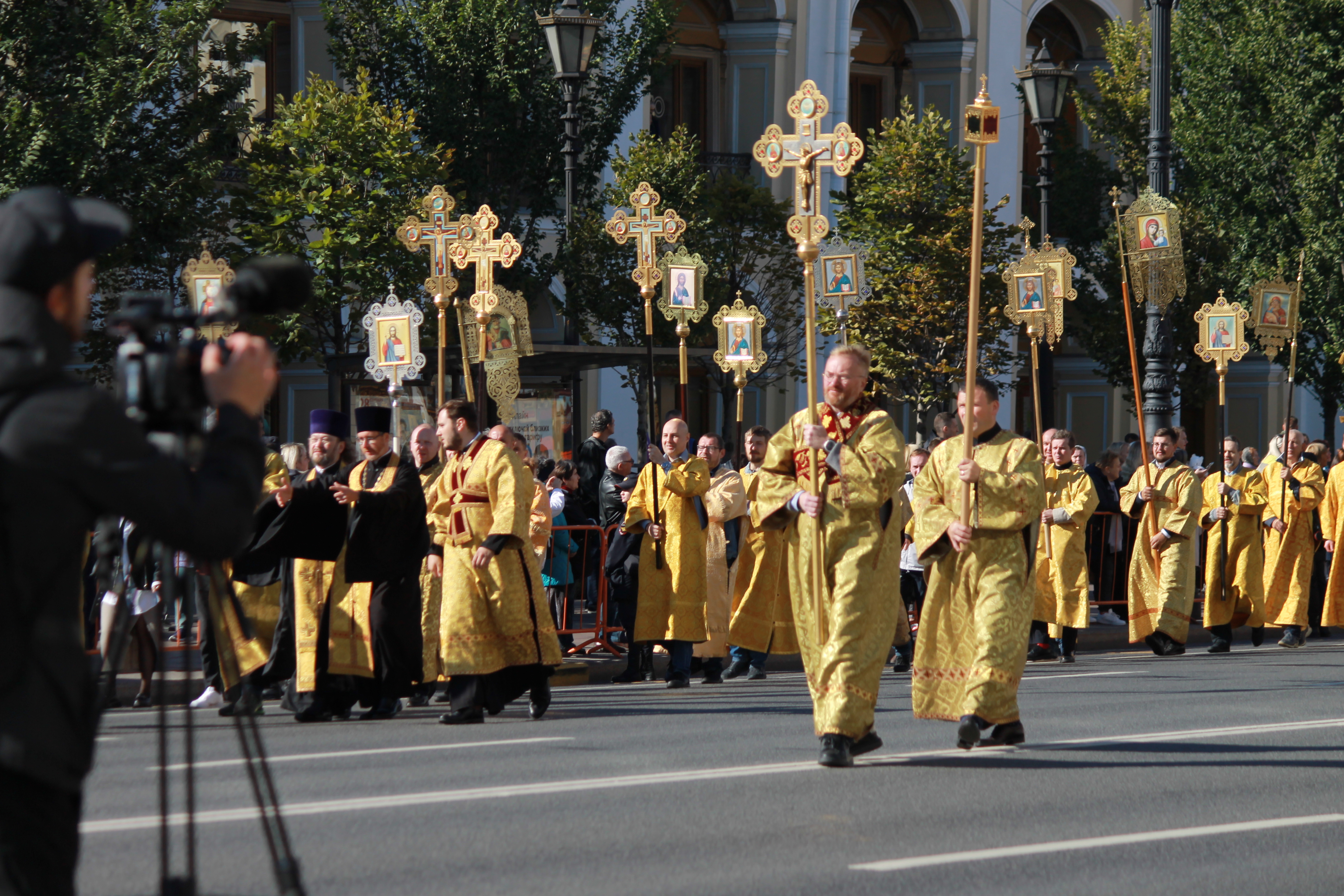
Крестный ход на Невском проспекте в Санкт-Петербурге в День перенесения мощей святого благоверного князя Александра Невского. 12 сентября 2022 года

В 1724 году, после перенесения мощей, император Пётр I приказал вместо службы 23 ноября праздновать святого 30 августа. Синод поручил составить службу архимандриту Гавриилу (Бужинскому), помимо новой службы на перенесение мощей архимандрит Гавриил должен был «сочинить из обретающегося в Прологе жития его, приложив к тому из бывшей с шведами и окончившейся миром войны краткую историю и перенесение его святых мощей по приличию, а также к сочиненным стихирам и синаксарию сочинить седальны и канон и всю ту службу по обыкновению напечатать и разослать во все государство». 
Служба перенесению мощей и житие, составленное архимандритом Гавриилом, было отредактировано самим Петром I. Служба Бужинского получила название: «Слу́жба благода́рственная Бо́гу, в Тро́ице Святе́й сла́вимому, на воспомина́ние заключе́ннаго ми́ра ме́жду держа́вою Росси́йскою и коро́ною Све́йскою и пренесе́ние моще́й свята́го благове́рнаго вели́каго кня́зя Алекса́ндра Не́вскаго», в этой службе, кроме прославления Александра Ярославовича,  приносится благодарение Богу за дарованную России победу над Швецией, за долгожданный мир, прославляется Россия как страна православной веры и ее новая столица, посвященная апостолу Петру. 
В 1725 году в типографии при Александро-Невском монастыре служба была напечатана пятью изданиями по 1200 экземпляров каждое. В 1726 году было осуществлено несколько изданий и общее количество экземпляров составило 11 900; книги были переданы Синоду для рассылки по епархиям. Через совсем  небольшой промежуток времени распространение новой службы прекратилось. 
18 сентября 1727 года императрица Екатерина I издала указ, в котором служба была запрещена: «Святого благоверного великого князя Александра службы, которые разосланы по всей Российской империи к церкви, от тех церквей все собрать по-прежнему... и хранить те службы до указа в целости, впредь же празднество великого князя Александра Невского отправлять по-прежнему по месячной Минее». 
Причиной запрета использования новой службы стал текст: «и внутрь многая злая обыдоша нас, смирения от всезлобных мятежников, многое кровопролитие простирающих. Подвижеся всему сопротивное сердце Авессаломле, не токмо дела отеческая тщащеся опровергати, но и здравия его ищущее» (стихиры на литии, глас 5), в этих словах архимандрит Псково-Печерского монастыря Маркелл (Радышевский) увидел унижение высокой чести памяти царевича Алексея Петровича, замученного Петром I. В 60-е годы XVIII века служба была внесена в книгу «Жития русских святых». В XVIII веке служба, сочиненная Бужинским, была включена во все издания синодальных Миней.

## Серебряная рака
При освящении в монастыре в 1790 году Троицкого собора мощи положены в нём в серебряной раке, пожертвованной императрицей Елизаветой Петровной в 1753 году, на изготовление которой мастерами Сестрорецкого оружейного завода пошло около 90 пудов серебра (см. статью рака Александра Невского). В 1790 году после завершения строительства собора Пресвятой Троицы гробница была перенесена в этот собор и размещена за правым клиросом.

## Наше время

### Мощи в XX веке

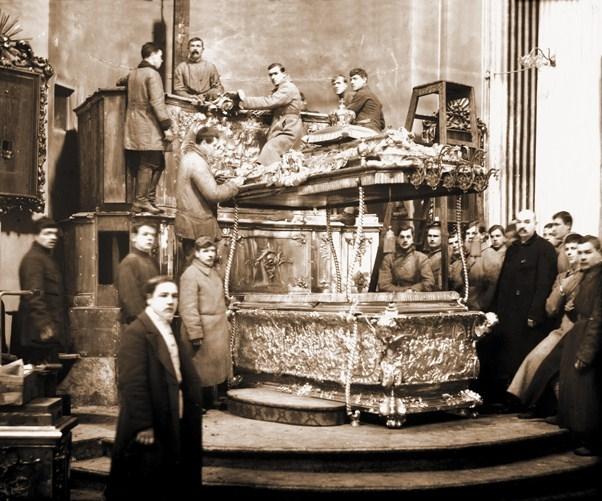
Демонтаж раки святого князя Александра Невского после вскрытия мощей 12 мая 1922 года. Фотография Карла Буллы.

В дореволюционных изданиях мощи, перенесённые из Владимира в Петербург, неоднократно называются нетленными, в Православной богословской энциклопедии, в Полном православном богословском энциклопедическом словаре, в двенадцатых кондаке и икосе Акафиста Александру Невскому, составленном архимандритом Кириллом и утвержденном решением Святейшего Синода.  
В 1917 году из-за тяжёлой обстановки на фронте Первой мировой войны было выдвинуто предложение  об эвакуации мощей. Синодальная комиссия осуществила вскрытие раки с мощами и освидетельствовала мощи, однако мощи не были эвакуированы.
Вскрытие раки с мощами в 1917 году было тайным, оно произошло по поручению Синода 24 июля. В совершенно секретном деле участвовало три архиерея: архиепископ Петроградский  Вениамин; епископ Серафим, ревизор Лавры; временный наместник епископ Прокопий; ризничный Лавры архимандрит Авраамий; слесарь. Результат вскрытия был следующий:
вся передняя часть головы и лоб оказались сделанными искусственно и вылепленными из воска, только небольшая верхняя часть — часть черепа подлинно-серого цвета. Грудь и живот оказались тоже искусственными из ваты, зашитой в шелковые мешки. С прибавлением ваты оказались ноги и руки, т. к. подлинных костей было мало. „Чучело“ князя, в которое т. о. были помещены подлинные мощи, именно часть черепа и части костей, рук и ног [и два ребра?] лежало на деревянной настилке, покрытой в несколько рядов тканями, так что ножки гроба оказались очень длинными. На „чучеле“ у боков оказался мешочек шелковый: с костями — мелкими в бумажке, с ароматическими веществами в виде порошка в другой. На бумаге с этими мелкими костями есть надпись, указывающая, что мощи были в церкви, подвергшейся пожару, при коем в этой церкви сгорели все дерев[янные] образа
О результате вскрытия было доложено в Синод, после чего из раки были убраны посторонние предметы и оставлены только кости.
12 мая 1922 года в связи с компанией по изъятию церковных ценностей рака с мощами была вскрыта в присутствии около 300 человек, среди которых был митрополит Вениамин вместе с православным духовенством; содержимое раки было запечатлено несколькими фотографами, а также заснято на киноленту. При вскрытии было обнаружено: 
Так, в раке Александра Невского, в Петрограде, было найдено 12 небольших костей разного цвета (значит от разных мощей). К тому же в раке оказалось 2 одинаковые кости одной правой ноги
2 августа 1922 года вновь сформированная экспертная группа, среди которых были авторитетные специалисты: профессора Петроградского медицинского института Ф. Я. Чистович и Р. Л. Вейнберг, профессор Государственного института медицинских знаний Д. Н. Крыжановский и прозектор В. К. Блосфельдт, произвела осмотр мощей и сделала вывод:
В составе мощей имеются несколько костей и обломков их и полуобгоревшие кусочки костей, перемешенные с частицами почвы и обгоревшими кусочками дерева. В числе костей имеются: одно целое ребро и два обломка ребер, правое бедро 41 см длины; левая плечевая кость, 28½ см; правая и левая малоберцовые кости, обе по 33 см длины, один грудной позвонок; каменные части обеих височных костей; далее имеются обломки нижеследующих костей: бедро; крестцы затылочной кости; малой берцовой кости, части черепного свода, вышеупомянутые кусочки кости частично полуобгорелые и размеров не свыше 1½–2-х см. Все упомянутые цельные кости и обломки принадлежат с несомненностью скелету человека. По внешнему виду кости древнего происхождения. В числе костей имеются обломки малой берцовой кости другого человека.
Е. Е. Голубинский в книге «История канонизации святых в русской церкви», ссылаясь на книгу Н. В. Карамзина «История государства Российского»  выдвинул предположение о том, что в тексте летописи описка и вместо  «тело великого князя Александра Невского сгорело», должно быть «тело великого князя Александра Невского огорело», поэтому оставшаяся часть мощей от пожара была перенесена в Петербург. 
Религиовед Н. С. Гордиенко считал, что Синод санкционировал торжественно проведенное мероприятие по перенесению из Владимира в Санкт-Петербург мощей великого князя Александра Невского, заведомо зная, что переносить было нечего. По его мнению, по сообщению летописца, останки князя сгорели в 1491 году во время пожара, испепелившего весь Владимир вместе с монастырем, где эти останки находились.
По мнению старейшего сотрудника Государственного Эрмитажа Ф. М. Морозова, который заведовал Музейным фондом Ленинграда в 20-е годы, мощи святого князя сгорели в 1491 году и окончательно погибли после пожаров 1680-х годов.
Историк А. В. Сиренов считал, что даже опустошительный пожар 1491 года, уничтоживший, согласно летописному известию, мощи Александра Невского, не помешал развиваться культу святого князя.
Постсоветские историки А. В. Назаренко,  М. В. Шкаровский, А. Н. Кашеваров и Р. А. Соколов считали, что мощи Александра Невского лишь пострадали во время этого пожара
Кандидат философских наук А. Н. Нестеренко считал, что на самом деле  мощи святого сгорели в 1491 году, но Петру I было необходимо перенести святыню всероссийского масштаба — мощи из Владимира в Санкт-Петербург, для того чтобы сделать новый город не просто местом пребывания органов власти, а полноценной столицей империи.
Изъятая рака передана в Эрмитаж. 
Мощи после вскрытия из раки были вновь запечатаны и хранились в алтаре Троицкого собора лавры. Осенью 1922 года мощи были изъяты и отправлены в Наркомат юстиции в Москву и далее поместили в Центральный антирелигиозный музей. В 1948 году их перевезли в Музей истории религии и атеизма в Ленинград. 
3 июня 1989 года мощи были возвращены в лаврский Троицкий собор из запасников музея.

### Мощи в XXI веке
В. В. Долгов считает, что  интерес представляет проведение генетической экспертизы существующих мощей и сравнение их результатов с живущими потомками рода Рюрика.
В 2007 году по благословению патриарха Московского и всея Руси Алексия II мощи в течение месяца перевозили по городам России и Латвии. 20 сентября святые мощи были принесены в московский храм Христа Спасителя, 27 сентября раку перевезли в Калининград (27—29 сентября) и далее — в Ригу (29 сентября — 3 октября), Псков (3—5 октября), Великий Новгород (5—7 октября), Ярославль (7—10 октября), Владимир, Нижний Новгород, Екатеринбург. 20 октября мощи вернулись в Лавру.
Частичка мощей находится в Храме Александра Невского в Софии, Болгария. 
Часть мощей (мизинец)  находится в Успенском соборе Владимира. Мощи были переданы указом патриарха Алексия II в октябре 1998 года в канун празднования 50-летия открытия подворья Болгарской православной церкви в Москве. 
21 декабря 2011 года образ с частицей мощей святого благоверного князя Александра Невского были переданы Александро-Невскому храму уральского села Шурала.
В настоящее время мощи благоверного князя Александра Невского находятся в раке в Свято-Троицком соборе Александро-Невской Лавры, на крышке раки находятся семьдесят девять частиц мощей святых. 
Другая, знаменитая серебряная рака с деревянным ковчегом внутри и мощами находится в храме Александра Невского Александро-Невской лавры, располагающимся на 2-м этаже Благовещенской церкви, на крышке этой раки изображён Александр Невский в полный рост. После долгой борьбы директора Эрмитажа Михаила Пиотровского Рака Александра Невского была передана из музея в Лавру 8 сентября 2023 года. В этот же день патриарх Московский и всея Руси Кирилл вложил ковчег с мощами в эту раку. 
Еще один ковчег с мощами выносится ежегодно 12 сентября на малом крестном ходе из Свято-Троицкого собора на площадь Александра Невского.

## Частицы мощей

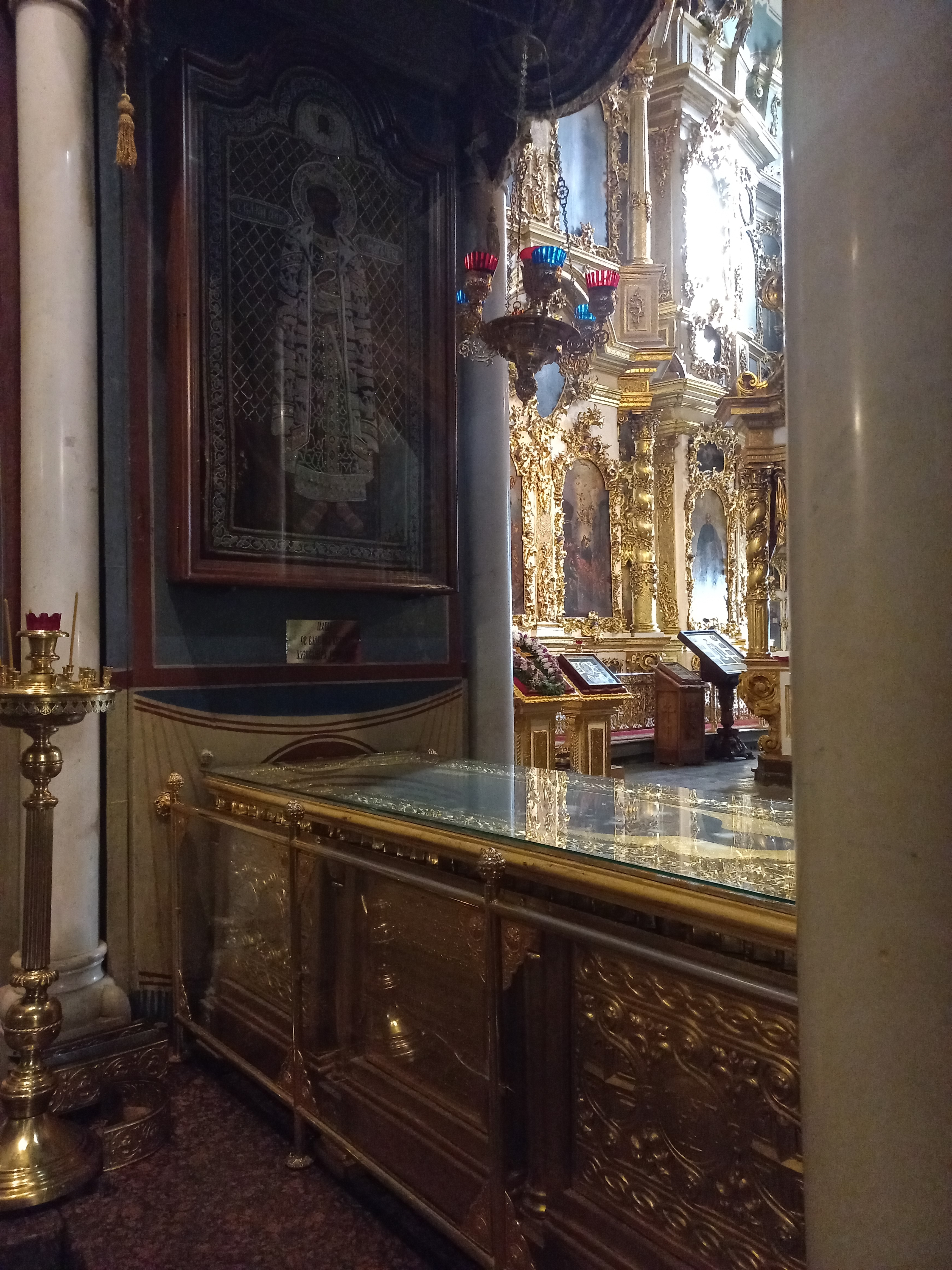
Мощи Александра Невского во Владимире, Успенский собор

Частица мощей осталась во Владимире, однако не в монастыре, а в Успенском соборе, где доступна для поклонения в раке и по сей день.
Небольшой серебряный ковчег для мощей св. Александра Невского конца 16 - начала 17 века хранился в царской казне, с 1681 года – в алтаре Благовещенского собора Московского Кремля. Ныне сам ковчег в Музеях Кремля, судьба частиц не уточняется.